# Struviet
Struviet of magnesiumammoniumfosfaat is een mineraal met samenstelling Mg(NH4)PO4 · 6(H2O) .
Blaasgruis of gruis in de nieren bij mens en dier kan bestaan uit struviet.
Struviet wordt ook gewonnen bij de reiniging van afvalwater, in het bijzonder dik vloeibaar mesttankwater.

## Naam
Struviet is vernoemd naar de Duitse wetenschapper Heinrich Christian Gottfried von Struve (1772–1851). Hij beschreef in 1845 de werking van het rioolstelsel in Hamburg.

## (Afval)waterbehandeling
De vorming kan plaatsvinden bij een molverhouding van 1:1:1 Mg:NH4:PO4. Meestal gebeurt dit bij hogere pH-waardes. Deze vorming kan gewenst zijn, maar kan ook een onbedoeld schadelijk effect zijn. In het laatste geval treedt er ongewenste aangroei op in leidingen en aan de randen van andere installatiedelen. Deze aangroei is zeer hard en veroorzaakt verstoppingen en het slecht werken van installaties en machines. Deze verschijnselen vinden plaats bij afvalwaterbehandeling, maar ook bij proceswaterbehandeling en dergelijke. Bij de behandeling van (communaal) afvalwater wordt struviet bewust gevormd, enerzijds om het fosfaat vast te leggen in het zuiveringsslib zodat het niet vrijkomt naar de waterfase,  anderzijds om het struviet te winnen als duurzame meststof of duurzame bron van fosfaat.

## Gele stroom
Nadat het resterende zuiveringsslib van rioolwaterzuiveringsinstallaties (of mest) in een anaerobe vergistingsreactor met behulp van bacteriën is omgezet in biogas blijft het uitgewerkte zuiveringsslib (of mest), digestaat genoemd, over. Dit digestaat kan ontwaterd worden met behulp van bijvoorbeeld decanteercentrifuges of filterpersen. Het uit de vergistingsreactor en bij het ontwateren van digestaat vrijkomende geconcentreerde afvalwater, het rejectiewater, bevat hoge concentraties fosfaat en stikstof in de vorm van ammonium.
Aan het rejectiewater wordt in een fluïdebedkristallisator magnesiumhydroxide, een magnesiumzout, toegevoegd. Hierdoor slaat struviet (magnesiumammoniumfosfaat) neer volgens de reactie:
{\displaystyle {\ce {{Mg^{2}+}+{PO4^{3-}}+{NH4+}+6H2O->Mg(NH4)PO4\cdot 6H2O}}}
De struvietkristallen worden gedroogd en in een ontledingsreactor opgewarmd tot 60 - 70 graden Celsius, waarbij ammoniak vrijkomt. Dit ammoniak wordt in een SOFC brandstofcel omgezet in elektriciteit en warmte. Het overblijvende magnesiumwaterstoffosfaat gaat terug naar de kristallisator. Het op een duurzame manier verkregen overschot aan struviet, een natuurlijke meststof met als voornaamste samenstellende delen stikstof, fosfaten en magnesium, kan gebruikt worden als grondstof voor kunstmest of voor de fosfaatverwerkende industrie.

## Duurzaam plassen
In 2011 is tijdens het Pinkpopfestival in Nederland een proef gedaan met het inzamelen van urine van de festivalgangers. Men wil hiermee aan de ene kant de waterzuivering ontlasten. Naar schatting gaat 70% van de energie nodig voor waterzuivering naar het verwijderen van stikstof en fosfaat uit het rioolwater. Aan de andere kant kan uit de urine met een SaNiPhos installatie stikstof en fosfaat worden teruggewonnen. Beide stoffen zijn geschikt voor de productie van struviet. Een kuub urine levert ca. 3 kg struviet.